# Norwegian Wood (This Bird Has Flown)
Norwegian Wood (This Bird Has Flown) è un brano musicale dei Beatles, scritto principalmente dal solo John Lennon ma accreditato come da consuetudine alla coppia compositiva Lennon-McCartney, ed inserito nell'album Rubber Soul del 1965. La traccia presenta come peculiarità principale la prima presenza in assoluto in una canzone pop occidentale dello strumento del sitar, suonato da George Harrison. Musicalmente influenzata dai testi introspettivi di Bob Dylan, Norwegian Wood viene considerata una pietra miliare nel processo di crescita dei Beatles come compositori. Ravi Shankar e una scena del film Help! dove erano presenti musicisti indiani, ispirarono a Harrison l'impiego del sitar nella canzone.
Norwegian Wood fu un brano molto influente nella diffusione e sviluppo di generi musicali quali raga rock e psichedelia, sebbene non possa essere definita, come erroneamente avvenuto in passato, la prima canzone pop ispirata a sonorità orientali. Non molto tempo dopo, la musica classica indiana divenne molto popolare presso il pubblico tradizionale occidentale, e vari musicisti pop-rock come Byrds, Rolling Stones, e Donovan integrarono elementi di questo genere nel loro approccio musicale. In maniera concorde, Norwegian Wood viene definita una canzone raga-rock, di fondamentale importanza nell'evoluzione di generi musicali futuri come la world music.

## Storia
La musica ha come base una languida melodia acustica, sorretta dal sitar, che Harrison stava in quel periodo imparando a suonare e che di lì a poco avrebbe iniziato a studiare sotto la guida del suo mentore e maestro Ravi Shankar insieme al controcanto di McCartney negli intermezzi; il testo narra, in modo in parte ironico e surreale, di una serata a casa di una ragazza da parte del protagonista della canzone. La storia si ispira a un'avventura extraconiugale di John Lennon e, sebbene Lennon non rivelò mai il nome della presunta partner occasionale, l'amico Pete Shotton e lo scrittore Philip Norman ipotizzarono che potesse trattarsi di qualche sua amica, come, per esempio, la giornalista Maureen Cleave o la modella Sonny Drane Freeman.
Il protagonista inizia il suo racconto optando per un approccio classico: «I once had a girl... » ("Una volta avevo una ragazza"), per poi ribaltare immediatamente la situazione: « ...or should I say she once had me» ("o forse dovrei dire, lei aveva me"). Appena entra nell'abitazione della ragazza, quest'ultima non tarda a fargli notare la qualità del legno norvegese, probabilmente della mobilia che arreda l'abitazione («She showed me her room, isn't it good Norwegian wood?», "Mi mostrò la sua camera. Non male vero? Legno norvegese").

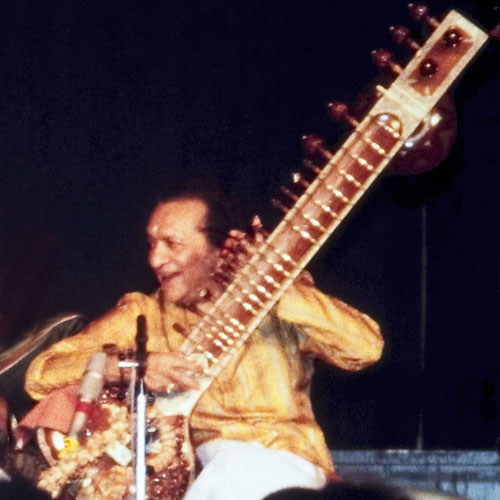
Ravi Shankar, la cui musica influenzò i Beatles a incorporare elementi di musica classica indiana nel loro repertorio.

L'abitazione non ha però alcuna sedia ed egli sarà costretto a sedersi su un tappeto («She asked me to stay and she told me to sit anywhere, / So I looked around and I noticed there wasn't a chair. / I sat on a rug, biding my time, drinking her wine», "Mi disse di restare e di sedermi dove volevo, / così mi guardai attorno e notai che non c'era nemmeno una sedia. / Mi sedetti su un tappeto, aspettando mentre bevevo il suo vino").
Fatte le due di notte, lei gli dice che è ora di andare a dormire, perché lei deve svegliarsi la mattina seguente per andare a lavorare, e lo manda a dormire nella vasca da bagno. Svegliatosi la mattina dopo e scoperto di essere solo, decide di accendere un fuoco, probabilmente bruciando la mobilia in legno norvegese («So I lit a fire, isn't it good? Norwegian wood», "E così ho acceso un fuoco, non male vero? Legno norvegese").
Paul McCartney spiegò che il termine "Norwegian Wood" era un riferimento sarcastico ai rivestimenti economici in truciolato in voga all'epoca. Nello specifico, Peter Asher, fratello di Jane Asher la fidanzata dell'epoca di Paul, aveva la stanza da letto completamente rivestita di pannelli in finto pino. McCartney commentò circa la strofa finale della canzone: «Nel nostro mondo il ragazzo doveva avere una sorta di vendetta. Il verso avrebbe potuto soltanto significare che avrebbe acceso un fuoco per riscaldarsi, e che non era meraviglioso l'arredamento della sua casa? Ma non era così, significava che aveva bruciato tutto il fottuto appartamento come atto di vendetta!».
Secondo Lennon, il testo del brano fu principalmente opera sua, con un aiuto da parte di McCartney per il middle eight. Però nel 1980, Lennon cambiò versione, dichiarando che la canzone era "completamente sua". Sin dalla morte di Lennon, tuttavia, McCartney ha continuato a rivendicare il proprio contributo, dicendo che Lennon arrivò con solo un abbozzo della canzone, completa della prima strofa e che i due finirono insieme il pezzo, e attribuendosi inoltre la paternità del titolo e dell'idea del finale. Nondimeno, Lennon iniziò la stesura della canzone nel febbraio 1965, mentre era in vacanza insieme alla moglie, Cynthia, e al produttore George Martin a St. Moritz sulle alpi svizzere. Nei giorni seguenti, egli provò un arrangiamento acustico per la nuova composizione, scritto in un insolito tempo 6/8 in stile Bob Dylan, e fece ascoltare il pezzo a Martin. Nel suo libro The Songs of Lennon: The Beatle Years, l'autore John Stevens descrisse Norwegian Wood un "punto di svolta nella tradizione delle ballate in stile folk".
Tra il 5 e il 6 aprile 1965, mentre erano in corso le riprese del secondo film dei Beatles, Aiuto!, ai Twickenham Film Studios, George Harrison ascoltò per la prima volta il suono del sitar, in una scena del film ambientata in un ristorante dove suonano dei musicisti indiani. I musicisti attrassero l'interesse di Harrison mentre eseguivano uno strumentale intitolato Another Hard Day's Night, un medley di tre canzoni dei Beatles – A Hard Day's Night, Can't Buy Me Love e I Should Have Known Better – arrangiato in stile musica indiana con tanto di sitar, tra gli altri strumenti.
Harrison condivise il proprio entusiasmo con gli altri tre Beatles. Sebbene McCartney ammise in seguito di trovare noiosa la musica indiana, Lennon restò da subito affascinato dalle qualità "mistiche" di queste sonorità, ma non troppo da applicarvisi con la dovuta costanza. Harrison introdusse Ringo Starr alle tabla, strumento a percussione indiano, ma Starr non ne fu per niente entusiasta e si rifiutò di imparare a suonarle.

### Registrazione
I Beatles incisero una versione iniziale di Norwegian Wood durante il primo giorno di sessioni in studio per l'album Rubber Soul, il 12 ottobre 1965. La seduta di registrazione si svolse presso gli EMI Studios di Londra, con la produzione di George Martin. Provvisoriamente intitolata This Bird Has Flown, la canzone venne provata più volte dal gruppo, che quindi incise la base ritmica in una sola registrazione, con l'impiego di due chitarre acustiche a 12 corde, basso, e dei leggeri cimbalini a dita. Harrison aggiunse la sua parte di sitar, nella cui registrazione risaltava la capacità di risuonare dello strumento indiano, più che in quella poi incisa sul disco. L'articolato suono si rivelò difficile da catturare su nastro, secondo quanto dichiarato dall'ingegnere del suono Norman Smith, che raccontò dei problemi che ebbe con "i molti sgradevoli picchi e la forma complessa dell'onda sonora". Tuttavia non volle ricorrere a un limitatore di segnale, che avrebbe risolto il dilemma tecnico inerente alla distorsione, ma avrebbe alterato il suono.

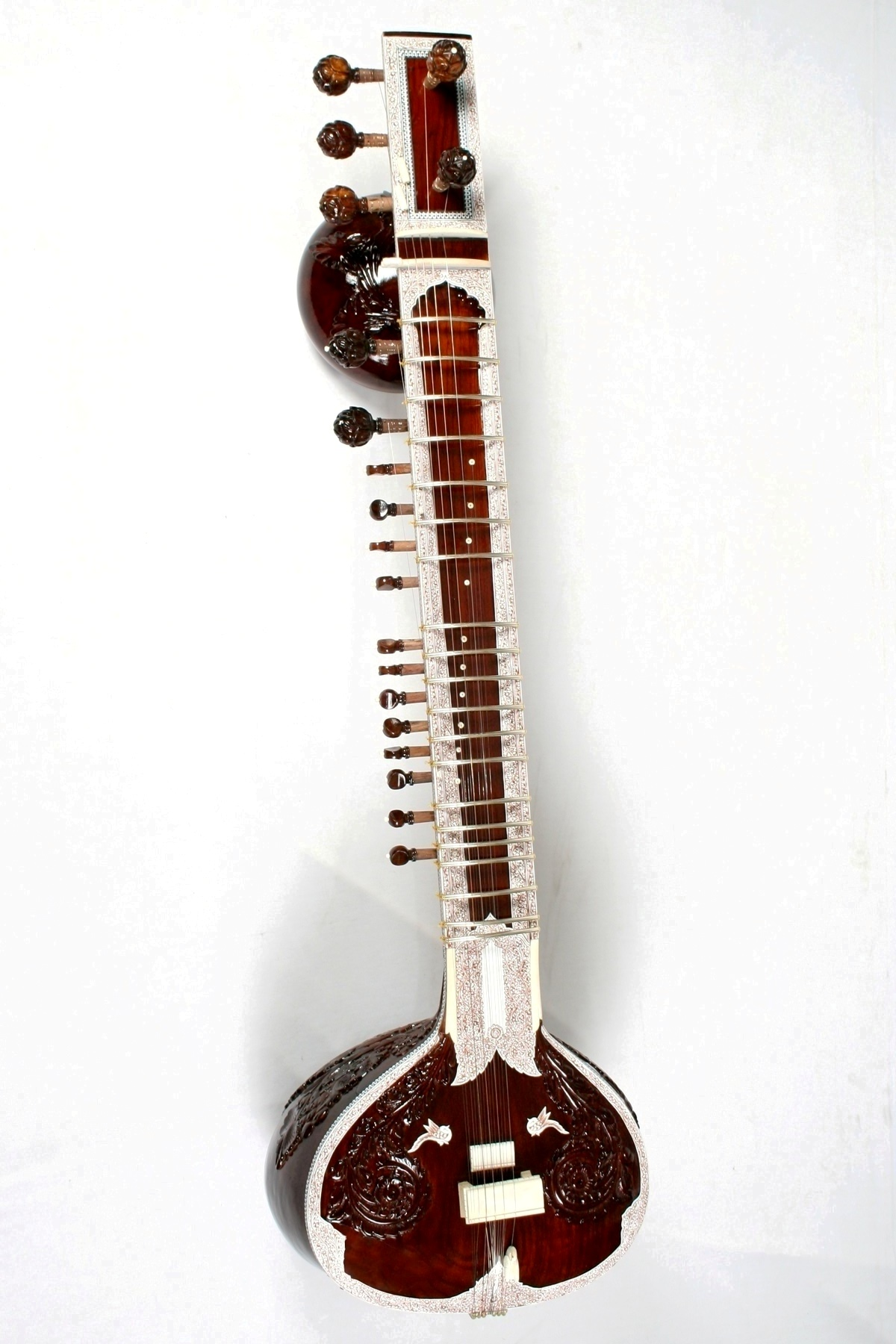
Un sitar, strumento tradizionale di musica classica indiana impiegato nella canzone.

Successivamente Lennon sovraincise la voce solista, per poi raddoppiarla alla fine di ogni frase delle strofe. Pensata come pezzo comico, questa versione della canzone mostrò una sonorità meno orientata al folk rispetto alla versione poi inclusa in Rubber Soul, in cui furono assenti il tono affaticato delle voci e l'inusuale conclusione al sitar. Il gruppo non fu soddisfatto dell'incisione e decise di rimettervi mano nove giorni dopo. Questa versione scartata di Norwegian Wood venne pubblicata nel 1996 nella compilation Anthology 2.
Il 21 ottobre i Beatles incisero tre registrazioni del pezzo, tra cui il nastro principale. Il gruppo sperimentò con l'arrangiamento; la seconda incisione apriva con una parte di sitar raddoppiata che completava la melodia acustica di Lennon. Sebbene il gruppo avesse completamente rimodellato Norwegian Wood, il pezzo era ancora ben lontano dalla versione dell'album. Il sitar di Harrison risultava invadente, assieme ai pesanti colpi di batteria. La registrazione non venne ritenuta idonea per le sovraincisioni, così i quattro la scartarono e rielaborarono l'arrangiamento. Al terzo tentativo, la canzone cambiò infine titolo in Norwegian Wood e il gruppo spostò la tonalità da Re maggiore a Mi maggiore. I Beatles decisero di passare direttamente al nastro principale, saltando stavolta la sezione ritmica. Alla fine dei lavori, quest'ultima si mescolò bene con l'acustica e il gruppo ritenne che lo stile musicale fosse migliorato rispetto ai precedenti tentativi, con il sitar ad accompagnare la linea melodica, senza sovrastarla con la sua risonanza, come in precedenza. Rievocando le sessioni di registrazione, negli anni novanta Harrison disse che la sua scelta di includere il sitar fu "piuttosto spontanea", spiegando: «Montammo un microfono, lo provammo e sembrò starci davvero bene».
La versione finale della canzone è eseguita in Mi maggiore ed è una delle poche, dei Beatles, suonata in un dylanesco 6/8.

## Pubblicazione ed accoglienza
Norwegian Wood venne pubblicata nell'album Rubber Soul il 3 dicembre 1965. Il brano segnò la prima volta nella quale un gruppo pop-rock occidentale inserì il sitar in una canzone. Il pezzo è generalmente identificato come il primo esempio di brano musicale in stile raga rock, e le conseguenze furono la nascita di generi quali Indian rock e rock psichedelico. Norwegian Wood è inoltre riconosciuta essere un brano anticipatore della "world music" a venire, incorporando influenze musicali non occidentali in una canzone di musica leggera occidentale. La composizione, attirò l'attenzione di Brian Jones dei Rolling Stones, che poco dopo integrò il sitar in Paint It Black, altro brano di capitale importanza nello sviluppo di raga ed indian rock. Altri celebri esempi del crescente interesse verso la musica indiana da parte di musicisti occidentali contemporanei furono: Sunshine Superman di Donovan, Shapes of Things degli Yardbirds, ed Eight Miles High dei Byrds.
Secondo l'autore Jonathan Gould, l'impatto di Norwegian Wood "trasformò" la carriera di Ravi Shankar, e il sitarista scrisse in seguito di aver notato la "grande esplosione della musica indiana" nella primavera del '66, mentre era impegnato in un giro di concerti nel Regno Unito. Nel giugno 1966, Harrison conobbe Shankar a Londra e divenne suo studente per imparare la difficile arte del padroneggiare le potenzialità del sitar.
Una leggenda metropolitana piuttosto diffusa, vuole che la canzone 4th Time Around di Bob Dylan presente nell'album Blonde on Blonde del 1966, fosse un'acida parodia di Norwegian Wood (This Bird Has Flown), dove Lennon descrive una sua scappatella extraconiugale facendo uso di un linguaggio criptico, surreale, molto dylaniano. Infatti Dylan ben sapeva che all'epoca Lennon era un suo grande ammiratore, e notando che la canzone risentiva molto del suo stile e della sua influenza sul Beatle, volle scrivere una risposta ironica al pezzo, mettendo in risalto (e anche in ridicolo) la somiglianza della canzone con le sue composizioni del tempo. Quindi Dylan, sentendosi in dovere di restituire il favore, scrisse una canzone anch'essa in tempo 3/4, copiando la tonalità e la struttura circolare della traccia dei Beatles, ma spingendo il racconto di Lennon in una direzione maggiormente oscura. Lo scrittore Sean Wilentz così descrive il risultato finale: "sembra di sentire Bob Dylan che imita John Lennon che imita Bob Dylan".

## Riconoscimenti
Nel 2004, la rivista Rolling Stone ha collocato la canzone all'83º posto nella classifica dei 500 migliori brani di tutti i tempi.
Elogiata sia dal punto di vista musicale, sia da quello testuale, è la prima canzone dei Beatles dove il testo è più importante della musica, tanto da essersi meritato l'inclusione in un'antologia di poesia moderna.

## Formazione
The Beatles
- John Lennon - voce, chitarra ritmica acustica
- Paul McCartney - armonie vocali, basso
- George Harrison - sitar, chitarra acustica a 12 corde
- Ringo Starr - tamburello, maracas, grancassa, cimbalini a dita

## Influenze culturali
- Nel 1987 lo scrittore giapponese Murakami Haruki ha pubblicato il romanzo Norwegian Wood (Norwuei no mori), ispirato alla canzone dei Beatles.
- Nel 2010 dal libro di Murakami è stato tratto il film Norwegian Wood, scritto e diretto dal regista Tran Anh Hung e presentato alla Mostra del cinema di Venezia.

## Cover (parziale)
- Nel 1967 Buddy Rich ne ha realizzato una cover strumentale per Big Band inserita come traccia di apertura del suo album dal vivo Big Swing Face.
- Nel 1983 i 12 violoncellisti della Filarmonica di Berlino, eseguono una cover acustica per soli violoncelli contenuta nel loro album The Beatles in Classics.
- Nel 1997 i Cornershop inclusero una reinterpretazione di Norwegian Wood in lingua punjabi nell'album When I Was Born for the 7th Time.
- Nel 2012 Priscilla Ahn pubblica una reinterpretazione del brano nell'album Natural Colors.
- Nel 2013 i Malnatt di Bologna hanno registrato una cover di questa canzone.[46]
- I Satan's Host ne eseguono una reinterpretazione in versione heavy metal nel loro album By the Hands of the Devil.
- Una versione del brano è stata cantata anche dalla cantautrice statunitense Heather Nova.
- Iiro Rantala ha incluso questo brano nel CD My Working Class Hero (ACT 2015) dedicato alla musica di John Lennon.